# Wakō
Wakō (jap. 倭寇 wakō) – japońscy piraci, rozbójnicy (nazwa historyczna).

## Historia
Najwcześniejsza wzmianka o wakō/wōkòu, jako japońskich rozbójnikach morskich, pochodzi z 414 r. Została ona umieszczona na wzniesionej w południowej Mandżurii steli króla Gwanggaeto, władcy Goguryeo (także: Koguryŏ, Koryo) jednego z trzech ówczesnych państw koreańskich.
Szczególna aktywność działań piratów, polegająca na grabieży wybrzeża Chin i Półwyspu Koreańskiego, przypada jednak na dwa znacznie późniejsze okresy: pierwszy – od XIII w. do drugiej połowy XIV w., drugi – od początku do połowy XVI w. W pierwszym okresie piraci wywodzili się głównie spośród japońskich żołnierzy, rōninów, przemytników i kupców. W drugim natomiast większość z nich stanowili już Chińczycy.
Okres ograniczenia aktywności jest wynikiem m.in. obostrzeń (jap.: kaikin; chiński: haijin) zastosowanych przez chińską dynastię Ming (1368–1644). Wprowadzono zakaz podróży morskich oraz wolnego, prywatnego handlu z Japonią, pozostawiając to jedynie rządowi. Władze chińskie sądziły, że ograniczenie pozarządowej wymiany towarowej doprowadzi do zaniku działalności wakō. Stało się jednak odwrotnie. Kupcy chińscy w obronie własnych interesów rozwinęli bowiem nielegalny handel z Japonią, a to z kolei doprowadziło do nowej fali aktywności piratów. Doszło do porozumienia Japończyków z kamratami chińskimi, którzy następnie zwiększyli swój udział osobowy i przechwycili przywództwo. W szczytowym okresie aktywności rozbójnicy morscy operowali na wszystkich morzach Azji Wschodniej, docierając także w głąb dużych rzek.

## Znaczenie słowa wakō
Słowo „wakō” składa się z dwóch znaków chińskich. Pierwszy z nich, czytany po japońsku: „wa” 倭 - oznacza Japonię, a drugi - „kō” 寇 - to złodziej, rozbójnik, wróg, inwazja. W języku chińskim te same dwa znaki są czytane: „wōkòu”.
Słowo to w językach chińskim i koreańskim jest uznawane za obraźliwe wobec Japończyków.